# Pater Nosterkyrkan
Pater Nosterkyrkan är en före detta kyrka vid Paternostergatan i södra delen av Majorna i Göteborg som användes som kyrka mellan 1973 och 2011. Den övertogs 2012 av Göteborgs stad och används sedan 2014 i förskoleverksamheten "Såggatan 73 förskola".

## Historik
Kyrkan  uppfördes 1973 med stöd av Göteborgs småkyrkostiftelse och är utförd i gult tegel med en friliggande klockstapel. En ny orgel byggd av Lindegrens orgelbyggeri invigdes den 10 oktober 1976 av komminister Gunnar Brodendal. Kyrkan fungerade under många år som distriktskyrka i Masthuggs församling men avvecklades på grund av vikande besöksantal. Den sista gudstjänsten hölls den 15 december 2011.
I anslutning till detta återlämnades kyrkan till Göteborgs småkyrkostiftelse som 2012 genomförde försäljning till kommunen för att byggas om till förskola. Förskoleverksamheten "Såggatan 73 förskola" startades våren 2014.
Kyrkklockan flyttades 2014 till den nybyggda Amhults kyrka, medan orgeln efter viss ombyggnad 2013–2014 togs i bruk som kororgel i Johannebergskyrkan.

## Orgel
- Den nuvarande orgeln byggdes 1976 av Lindegrens Orgelbyggeri AB, Göteborg och är en mekanisk orgel med ny fasad. Den invigdes 10 oktober 1976 av komminister Gunnar Brodendal.  Orgeln flyttades 2013 till koret i Johannebergskyrkan, och togs i bruk 2014 som kororgel efter viss ombyggnad.[6]

| Huvudverk I   | Svällverk II      | Pedal      | Koppel |
| Rörgedackt 8´ | Gedackt 8´        | Subbas 16´ | I/P    |
| Principal 4´  | Koppelflöjt 4´    | Borduna 8´ | II/P   |
| Täckflöjt 4'  | Principal 2'      |            | II/I   |
| Kvinta 2 2/3' | Kvinta 1 1/3'     |            |        |
| Waldflöjt 2'  | Krumhorn 8'       |            |        |
| Ters 1 3/5'   | Tremulant         |            |        |
| Mixtur 3 chor | Crescendosvällare |            |        |
| Tremulant     |                   |            |        |